# Vladislau II
Vladislav II o Vladislav I (c.1110 – 18 gener del 1174) fou des del 1140 duc de Bohèmia i des del 1158, el segon rei de Bohèmia. Abdicà en el seu fill l'any 1172, quan el títol de rei encara era electiu i així aconseguí fer-lo hereditari. Era fill de Vladislav I, duc de Bohèmia, i de Richeza de Berg. Es casà dues vegades, primer amb Gertrude de Babenberg i després amb Judith de Turíngia.

## Primera anys
Vladislav fou un jove aventurer. Com que no tenia expectatives d'assolir el tron durant el regnat del seu oncle Soběslav I, es traslladà a Baviera. Tornà a Bohèmia a la mort de Soběslav el 1140 i, amb l'ajut del seu cunyat, el rei d'Alemanya Conrad III, fou escollit duc de Bohèmia per la noblesa.
Al començament, Vladislav s'hagué d'enfrontar a les reclamacions del seu cosí, el fill de Soběslav que també s'anomenava Ladislau. A petició de Soběslav, l'emperador Lotari II reconegué els drets del seu fill durant la dieta de Bamberg, celebrada el maig del 1138. Llavors, al juny, la noblesa el confirmà a Sadská. En una altra dieta a Bamberg quedà confirmada la successió del fill de Vladislav, l'abril del 1140. Els ducs locals Conrad II de Znojmo, Vratislav II de Brno i Otto III d'Olomouc, li causaren problemes. Foren excomunicats per Jindřich Zdík, bisbe d'Olomouc, que havia estat expulsat de la seva diòcesi pels ducs. Llavors els ducs derrotaren Vladislav emprat la traïció a Vysoká el 22 d'abril del 1142, però el setge que muntaren a Praga fracassà. Vladislav mantingué el tron amb el suport de Conrad III d'Alemanya, perquè era el germà de la seva esposa, Gertrude de Babenberg.

## Segon rei de Bohèmia
El 1147, Vladislav acompanyà Conrad a la Segona Croada, però s'aturà a Constantinoble i poc després tornà. En el viatge de retorn a Bohèmia, passà per Kíev i Cracòvia. A canvi de prometre a l'emperador Frederic Barba-roja (successor de Conrad) suport militar contra ciutats del nord d'Itàlia (en especial Milà), Vladislav fou escollit rei de Bohèmia l'11 de gener del 1158. Així esdevingué el segon rei de Bohèmia, en successió de Vratislau II.
Fou investit en una cerimònia efectuada a l'Alta Lusàcia, a Ratisbona, i la coronació se celebrà per segona vegada a Milà el 8 de setembre. Ladislau fou un ferm aliat de l'emperador Frederic. En compliment del seu deure, l'acompanyà a Milà el 1158. Durant les campanyes militars a Itàlia els anys 1161, 1162 i 1167, Vladislav confià el comandament del contingent txec enviat al seu germà, el duc Děpold I of Jamnitz i al seu fill Frederic.
Amb la revolta dels ducs de Moràvia, Vladislav anà assumint el control dels castells de Moràvia: el de Brno a la mort de Vratislaus II el 1156, el d'Olomouc a la mort d'Otto III (malgrat les reclamacions de Soběslav, fill del duc Soběslav, que estava empresonat), i finalment el de Znojmo a la mort de Conrad II. Vladislau també intervingué a Hongria el 1163 a favor de l'emperador. Casà el seu segon fill, Sviatopluk, amb una princesa hongaresa i tingué contactes diplomàtics amb l'emperador romà d'Orient Manuel I Comnè.
El 1167, Daniel I, bisbe de Praga des del 1148 i principal conseller de Ladislau morí. Això causà que les relacions entre els reis de Bohèmia i Alemanya foren tibants. Quan el seu fill Adalbert (Vojtěch) III fou nomenat arquebsbe de Salzburg el 1169, l'emperador el cessà per haver donat suport al papa Alexandre III.

## Abdicació
Ansiós per imposar el seu fill Frederic en el tron del ducat, que encara era un càrrec electiu, abdicà sense tenir ni el consens dels nobles ni el permís de l'emperador. Frederic conservà el tron durant menys d'un any i després el traspassà a Soběslav II, el primogènit de Soběslav I.
Vladislav visqué després a Turíngia en les terres de la segona esposa, on mori el gener del 1174. Fou sepultat a la catedral de Meissen. El seu regnat estigué marcat pels molts monestirs que fundà de les ordes dels premonstratesos i dels cistercencs i per la construcció d'un pont de pedra per creuar el Vltava al seu pas per Praga; aquesta construcció rebé el nom de Pont de Judit en honor de la segona esposa. El 1342 una crescuda del riu destruí el pont i llavors se'n construí un altre anomenat Pont de Carles.

## Matrimonis i descendència
Es casà per primera vegada amb Gertrude de Babenberg, que morí el 4 d'agost del 1150, i tingueren els següents fills:
- una filla (Richeza?), casada amb Yaroslav II de Kíev
- Frederic
- Sviatopluk, casat amb una filla de Géza II d'Hongria
- Vojtěch, arquebisbe de Salzburg, amb el nom d'Adalbert III de Bohèmia
- Agnes (morta el 7 de juny del 1228), abadessa de St George de Praga

Es casà per segona vegada el 1155 amb Judit de Turíngia, filla de Lluís I, langravi de Turíngia, i tingueren els següents fills:
- Ottokar, ri de Bohèmia, el primer de la línia hereditària
- Vladislaus III, el darrer duc de Bohèmia
- Richeza (morta el 19 d'abril del 1182), casada amb Enric I, duc de Mödling, fill de Enric II, duc d'Àustria del qual tingué un fill, Enric el Jove.

## Bibliiografia
- Mahoney, William. The History of the Czech Republic and Slovakia.  ABC-CLIO, 2011. ISBN 978-0313363061.
- Palacký, František. Dějiny národa českého v Čechách i v Moravě, 1939.